# Хашимиды Дербента
Хашимиды Дербента — арабская династия, правившая Баб аль-Абвабом (Дербентом) в Дагестане с 869 по 1075 год.

## История
Основатель династии является — Хашим II ибн Сурака, который правил Дербентом с 869 по 884 годы. Хашим II ибн Сурака — наместник Аббасидов, объявивший себя независимым правителем Дербента. В те годы Дербент был крупным экономическим и политическим центром Восточного Кавказа. На протяжении всего периода правления Хашимидам приходилось бороться с сепаратизмом и утверждать свою власть в городе. Власть передавалась по наследству. Впоследствии жители города признали верховную власть Ширваншахов, а в 1075 году — сельджукского султана, когда в период правления ширваншаха Фарибурза I, Дербентский эмират полностью вошёл в состав государства Ширваншахов.